# Boutès fils de Pandion
Pour les articles homonymes, voir Boutès.
Dans la mythologie grecque, Boutès, en grec ancien Βούτης / Boútês, fils du roi d’Athènes Pandion fils d'Érichthonios, et de Zeuxippe, il devient prêtre de Poséidon et d’Athéna à la mort de son père, tandis que son frère Érechthée hérite du trône de la ville. Il obtint après sa mort les honneurs divins : il avait un autel dans le temple d'Érechthée à Athènes. Il est marié avec sa nièce Chthonie.

## Sources
- Pseudo-Apollodore, Bibliothèque [détail des éditions] [lire en ligne] (III, 14, 8 ; III, 15, 1).